# Тахіатаська ТЕС
Тахіатаська ТЕС — теплова електростанція в Узбекистані, що знаходиться на протилежному березі Амудар'ї від столиці Каракалпакстану міста Нукус.
У межах проєкту на майданчику ТЕС запустили:
- у 1961-му першу чергу із трьома паровими котлами Барнаульського котельного заводу типу ЦКТИ-74-39Ф та двома паровими турбінами Брянського машинобудівного заводу типу ОК-120 потужністю по 12 МВт;
- у 1964-му другу чергу з однією паровою турбіною потужністю 24 МВт;
- у 1967—1968 роках третю чергу з чотирма паровими котлами від Таганрозького котельного заводу типу ТГМ-151 продуктивністю по 220 тонн пари на годину та двома паровими турбінами від Ленінградського металічного заводу типу К-100-90-6 потужністю по 100 МВт;
- у 1974-му четверту чергу з двома паровими котлами від Таганрозького котельного заводу типу ТГМ-151Б продуктивністю по 220 тонн пари на годину та однією паровою турбіною Ленінградського металічного заводу типу К-110-90-7 потужністю 110 МВт;
- у 1987 та 1990 роках п'яту та шосту черги, кожна з яких мала один паровий котел від Таганрозького котельного заводу типу ТГМЕ-206 продуктивністю 500 тонн пари на годину та парову турбіну Ленінградського металічного заводу типу К-210-130 потужністю 210 МВт.
Оскільки в 1980-х першу та другу черги довелось вивести з експлуатації, загальна потужність станції досягнула 730 МВт.
Станом на кінець 2000-х через знос обладнання фактична потужність станції становила лише 540 МВт, а паливна ефективність коливалась від 22,3 % (для турбін третьої та четвертої черг) до 29,1 % (турбіна шостої черги).
У 2021-му ввели в дію два однотипні енергоефективні блоки комбінованого парогазового циклу потужністю по 280 МВт, у кожному з яких одна газова турбіна потужністю живить через котел-утилізатор одну парову турбіну. За проєктом це дозволяло вивести з експлуатації третю та четверту черги.
Як паливо станція використовує природний газ, що надходить із системи Бухара — Урал (з 1990-х розташована на заході Узбекистану частина цієї системи була переведена на живлення від газопроводу Газлі – Нукус).
Для видалення продуктів згоряння котлів третьої — шостої черг були споруджені два димарі заввишки по 80 метрів та один висотою 150 метрів.
Водопостачання відбувається із каналу Суенлі, що відходить від річки Амудар'я.
Видача продукції відбувається по ЛЕП, що розраховані на роботу під напругою 220 кВ, 110 кВ та 35 кВ.